# Bermuda i olympiska vinterspelen 2002
Bermunda deltog i olympiska vinterspelen 2002. Det här var Bermundas andra olympiska vinterspel. Bermundas trupp bestod av en idrottare; Patrick Singleton (27 år, 180 dagar), han kom 37:a i herrarnas Rodel.